# Villa Käthe-Kollwitz-Ufer 92

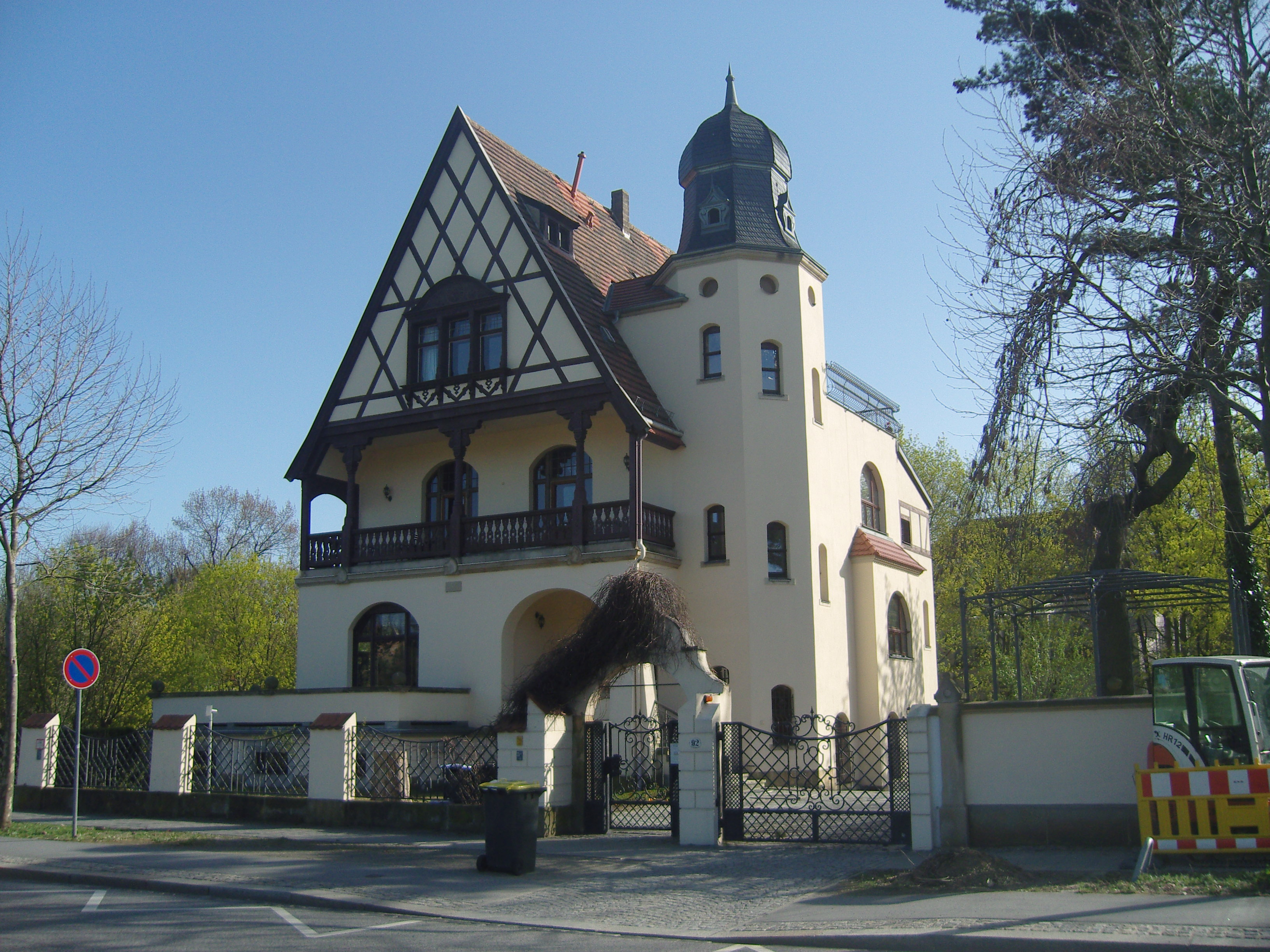
Villa Käthe-Kollwitz-Ufer 92 (2011)

Die Villa Käthe-Kollwitz-Ufer 92 ist ein denkmalgeschütztes Gebäude im Dresdner Stadtteil Blasewitz.
Das Gebäude wurde von 1896 bis 1897 von dem Dresdner Architekten Kurt Diestel auf der damaligen Hochuferstraße 92 errichtet. Bis 1944 wurde die Villa vom ehemaligen Zwickauer Kreishauptmann Kurt Morgenstern bewohnt, nach dem sie auch den Namen Villa Morgenstern trägt. Den Zweiten Weltkrieg überstand das Haus ohne größere Schäden. Im Jahr 1975 wurde es von Klaus Hennig erworben und renoviert. Ende der 1970er-Jahre wohnte zeitweise sein Freund, der sowjetische Porträtmaler Peter Bendel als Gast im Haus. Weitere weltbekannte Gäste waren die sowjetischen Wissenschaftler Ilja Frank und Nikolai Bogoljubow.
Nach der Wende diente das Gebäude Klaus Hennig bis 1997 als Sitz seines privaten Instituts für Alternative Medizin (Oxyvenierung, d. h. intravenöse Sauerstofftherapie); heute ist es im Besitz eines Finanzdienstleisters.
Die Villa nimmt Motive der Renaissance auf, zeigt jedoch ebenso Anklänge an den Landhausstil. Das dreigeschossige Gebäude ist verputzt. Obergeschoss und steiler Giebel wurden in Fachwerk ausgeführt. Seitlich liegt ein polygonaler Treppenturm, der mit einer hohen Haube abschließt.